# Cruz do Redondo
A Cruz do Redondo é uma elevação portuguesa localizada na freguesia da Piedade, concelho das Lajes do Pico, ilha do Pico, arquipélago dos Açores.
Este acidente geológico tem o seu ponto mais elevado a 212 metros de altitude acima do nível do mar.
Nesta formação geológica além de se encontrar próxima a densa floresta macaronésica encontra-se nas proximidades do Biscoito Queimado e do Ponta da Ilha.
Dada a existência da floresta macaronésica aqui existente este local faz parte da área de Paisagem Protegida de Interesse Regional da ilha do Pico.